# Parafia św. Rocha w Radomsku
 Parafia św. Rocha w Radomsku – rzymskokatolicka parafia, położona w dekanacie Radomsko – Najświętszego Serca Pana Jezusa w archidiecezji częstochowskiej.

## Historia

### Powstanie parafii
Ośrodek duszpasterski  bp Teodor Kubina ustanowił 4 czerwca 1936 roku wydzielając wieś Stobiecko Miejskie (dziś część miasta Radomska) z parafii św. Lamberta, a 18 maja 1937 roku erygował  samodzielną parafię.
W dniu 15 września 1937 r. dołączono do parafii wieś Ładzice, która dotychczas stanowiła część parafii św. Lamberta.
Plebania została  zbudowana w 1937. W 1985 został wybudowany dom katechetyczny dzięki staraniom proboszcza  ks. Jan Krzyśko.
16 sierpnia 1993 roku biskup Miłosław Kołodziejczyk  poświęcił krzyż na placu budowy nowego kościoła pw. św. Joachima i Anny w odległości 40 m od kościoła drewnianego św. Rocha. W roku 1994 abp Stanisław Nowak wmurował akt erekcyjny i kamień węgielny, a w 1995 poświęcił mury nowo budowanej świątyni.
W lipcu 1999 rozpoczęto budowę kaplicy w Ładzicach, która została poświęcona 15 października 2000 roku przez abp Stanisława Nowaka.
Na przestrzeni następnych latach trwały prace wykończeniowe i wyposażanie kościoła, który został poświęcony 26 lipca 2000 roku przez abp Stanisława Nowaka.

### Cmentarz parafialny
Na terenie parafii znajduje się cmentarz grzebalny założony w 1937 przez  pierwszego proboszcza ks. Mariana Wróbla w odległości  0,7 km od kościoła. W 1961 powiększony został cmentarz grzebalny i ogrodzono go siatką.

## Kościół parafialny
Kościół pw. św. Rocha został zbudowany w 1502. Jest to zabytkowa drewniana świątynia.  Posiada ona gotycko-renesansowy tryptyk z 1519, którego środkowa część przedstawia Świętą Rodzinę, a na zewnętrznych bocznych skrzydłach ukazane są cztery sceny Męki Pańskiej.

## Duszpasterstwo

### Księża i siostry zakonne
Z parafii św. Rocha w Radomsku pochodzą księża;
- ks. Jan Wolski OFM (+1935),  Włodzimierz Sęk (1985), ks. Włodzimierz Kowalik (1986), ks. Stanisław Franciszek Kipigroch (1996), ks. Adam Szwedzik (1999), ks. Tomasz Mucha (2009), ks. Damian Widera (2012)

Z parafii pochodzą również siostry zakonne:
- s. Kornelia Gasik, s. Miriam Kusek, s. Monika Dziułka, s. Alma Szymczak, s. Patrycja Gałwa, s. Oliwia Kusek

### Terytorium parafii
- Radomsko – ulice;  Andersa, Brzeźnicka (od nr. 132), Częstochowska, Fredry, Iwaszkiewicza, Jana III Sobieskiego, Jarzębinowa, o. Augustyna Kordeckiego, Korczaka, Kukuczki, Makuszyńskiego, Orląt Lwowskich, św. Rocha (od nr. 95), Społeczna, Stobiecka, Bażantów, Pileckiego, Unii Europejskiej, Łódzka, Portowa;
- Ładzice – (1,5 km): ulice: Leśna, Ogrodowa, Strażacka, Wyzwolenia.

## Grupy parafialne
- Żywy Różaniec
- Ruch Światło – Życie
- Krucjata Wyzwolenia Człowieka
- Ministranci Parafii Św. Rocha w Radomsku

## Proboszczowie
- ks. Marian Wróbel (1937–1945)
- ks. Franciszek Rubik (1945–1949)
- ks. Protazy Skórka (1949–1956)
- ks. Leon Pluciński (1956–1978)
- ks. Jan Krzyśko (1978–1988)
- ks. Zenobiusz Łabuś (1988–2008)
- ks. Stanisław Kotyl (2008–2018)
- ks. Benedykt Stanek (od 2019)